# La ciudad muerta (ópera)
La ciudad muerta (título original en alemán, Die tote Stadt) es una ópera en tres actos con música de Erich W. Korngold y libreto en alemán de Paul Schott, un seudónimo del padre del compositor, Julius Korngold, basado en la novela corta Bruges-la-Morte, de Georges Rodenbach. 

## Historia

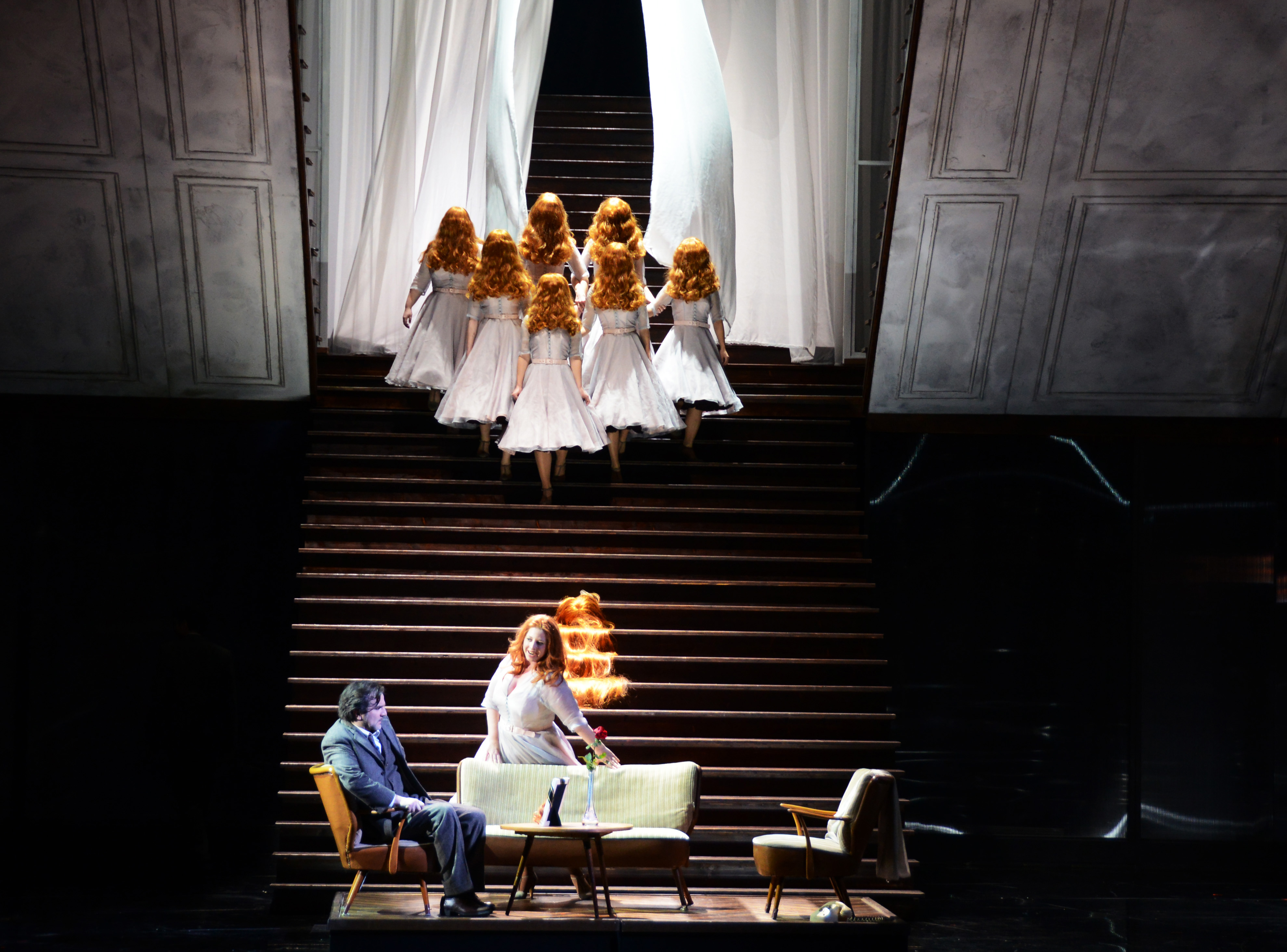
Al Ópera de Graz, 2015
Foto: Francisco Peralta Torrejón

El 4 de diciembre de 1920 fue estrenada simultáneamente en dos teatros, el Stadttheater de Hamburgo (bajo la batuta de Egon Pollack) y en el Stadttheater de Colonia (dirigida por Otto Klemperer). Entonces Korngold tenía solo 23 años de edad, con dos breves óperas de un acto en su haber: El anillo de Polícrates (Der Ring des Polykrates) y Violanta.
El éxito de estas primeras obras fue tan grande que La ciudad muerta fue objeto de disputa entre los teatros alemanes por el derecho al estreno mundial.
Al final, se produjo un inusual estreno doble simultáneo en Hamburgo y Colonia. El tema de La ciudad muerta sobre la superación de la muerte del ser amado estaba en sintonía con el público contemporáneo de los años veinte que acababa de pasar el trauma y el dolor de la Primera Guerra Mundial, y esto sin duda alguna alimentó la popularidad de la ópera.
La ciudad muerta fue uno de los grandes éxitos de los años veinte. En los dos años siguientes a su estreno había recorrido el mundo e incluso se había representado varias veces en la Metropolitan Opera de Nueva York donde se estrenó en noviembre de 1921 con Maria Jeritza, volviendo al escenario en 1922 y 1923 para desaparecer del repertorio del teatro.
Pero la obra fue prohibida por el régimen nazi debido a la ascendencia judía de Korngold y después de la Segunda Guerra Mundial cayó en el olvido. En años recientes, sin embargo, la obra ha tenido notables reposiciones, entre otras en Bonn, Royal Opera House, la Ópera de San Francisco y en la Ópera Estatal de Viena.
La ópera se estrenó en el Reino Unido el 14 de enero de 1996 en concierto por la Orquesta Sinfónica de Kensington dirigida por Russell Keable en el Queen Elizabeth Hall, con Ian Caley (Paul) y Christine Teare (Marie/Marietta). La primera representación escénica de la ópera tuvo lugar el 27 de enero de 2009 en la Royal Opera House, Covent Garden. 
En Argentina se estrenó en el Teatro Colón de Buenos Aires el 19 de septiembre de 1999 dirigida por Stefan Lano. En España se estrenó en el Gran Teatro del Liceo de Barcelona el 20 de abril de 2006. Se estrenó en Francia el 5 de octubre de 2009 en la Ópera de la Bastilla de París, con Robert Dean Smith (Paul) y Ricarda Merbeth (Marie/Marietta), obteniendo críticas muy favorables.
En México, el público no pudo escuchar esta obra en vivo, sino casi 102 años después de su primer representación. Siendo la OSEM (Orquesta Sinfónica del Estado de México) la encargada de presentarla al público mexicano, a través de 4 conciertos: 19 de mayo de 2022 en la Sala Felipe Villanueva en Toluca; 21 de mayo en León, Guanajuato; el 26 de mayo en la Ciudad de México; y el 28 de mayo en Huixquilucan, Edo. De México. Presentada tanto como "Die tote Stadt", o por su traducción "La ciudad muerta".
Esta ópera se representa poco; en las estadísticas de Operabase aparece la n.º 138 de las óperas representadas en 2005-2010, siendo la 6.ª en la República Checa y la primera de Korngold, con 22 representaciones en el período.
Las partes más conocidas de la ópera son el aria para barítono "Mein sehnen, mein wähnen" y el fragmento "Glück das mir verblieb", conocida como Mariettas Lied (canción de Marietta). 
En el contexto de la ópera, esta última es un dúo, pero suele ser interpretada por una soprano solista en las salas de concierto o en las grabaciones específicas de esta parte o en arreglos de cámara, como el realizado por Bengt Forsberg para la mezzosoprano sueca Anne Sofie von Otter.

## Personajes
| Personaje                   | Voz           | Intérprete del estreno en Hamburgo | Intérprete del estreno en Colonia |
| --------------------------- | ------------- | ---------------------------------- | --------------------------------- |
| Paul/Gaston/Victorin/Albert | tenor         | Richard Schubert                   | Karl Schröder                     |
| Marie/Marietta              | soprano       | Annie Münchow                      | Joanna Klemperer                  |
| Hariette/Juliette           | soprano       | Maria Jeritza                      | Joanna Klemperer                  |
| Brigitta/Lucienne           | mezzo-soprano | Maria Olszewska                    | Katherina Rohr                    |
| Frank-Fritz                 | barítono      | Josef Degler                       | Karl Renner                       |

## Argumento

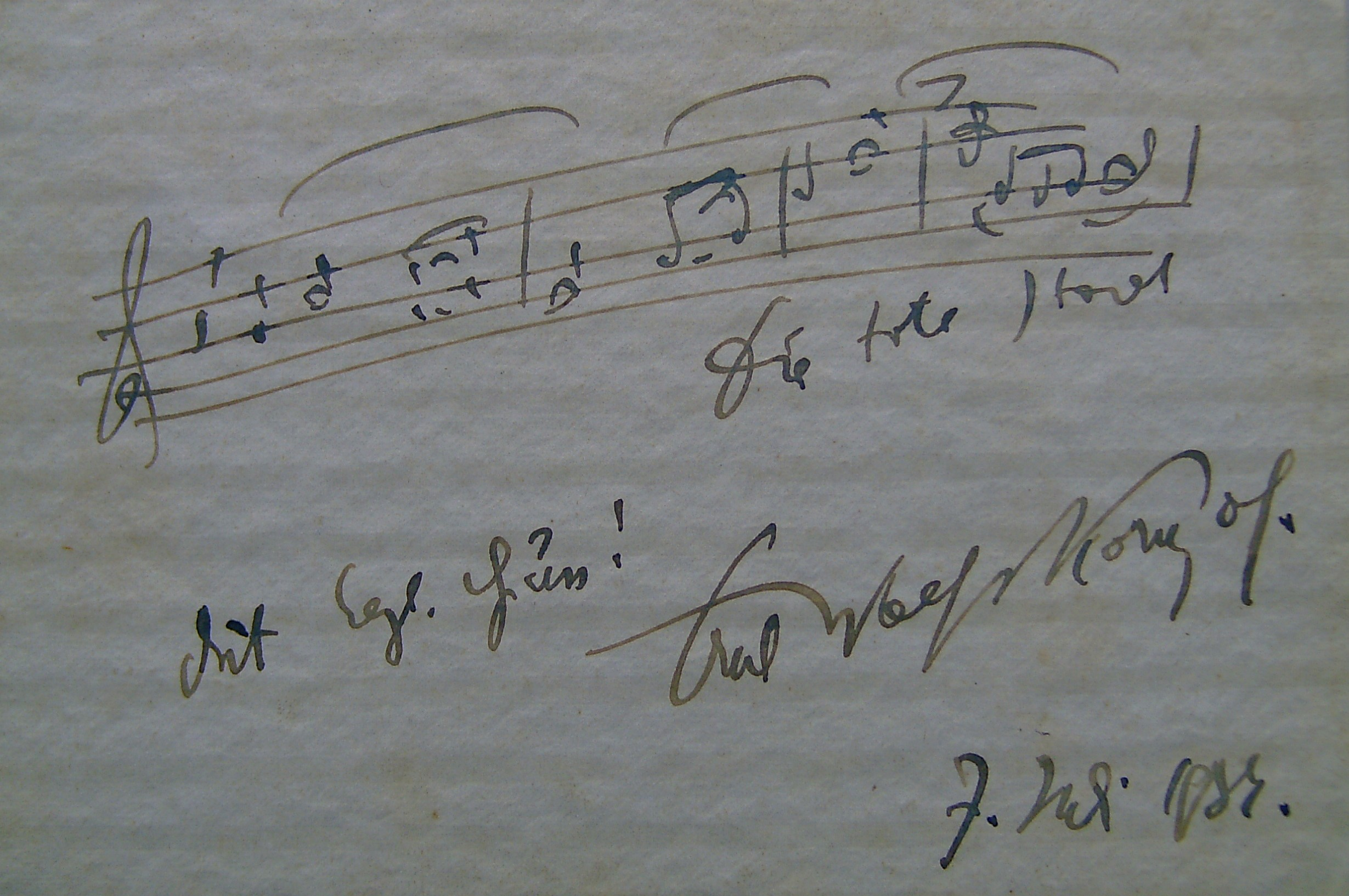
Notas de ópera con dedicatoria

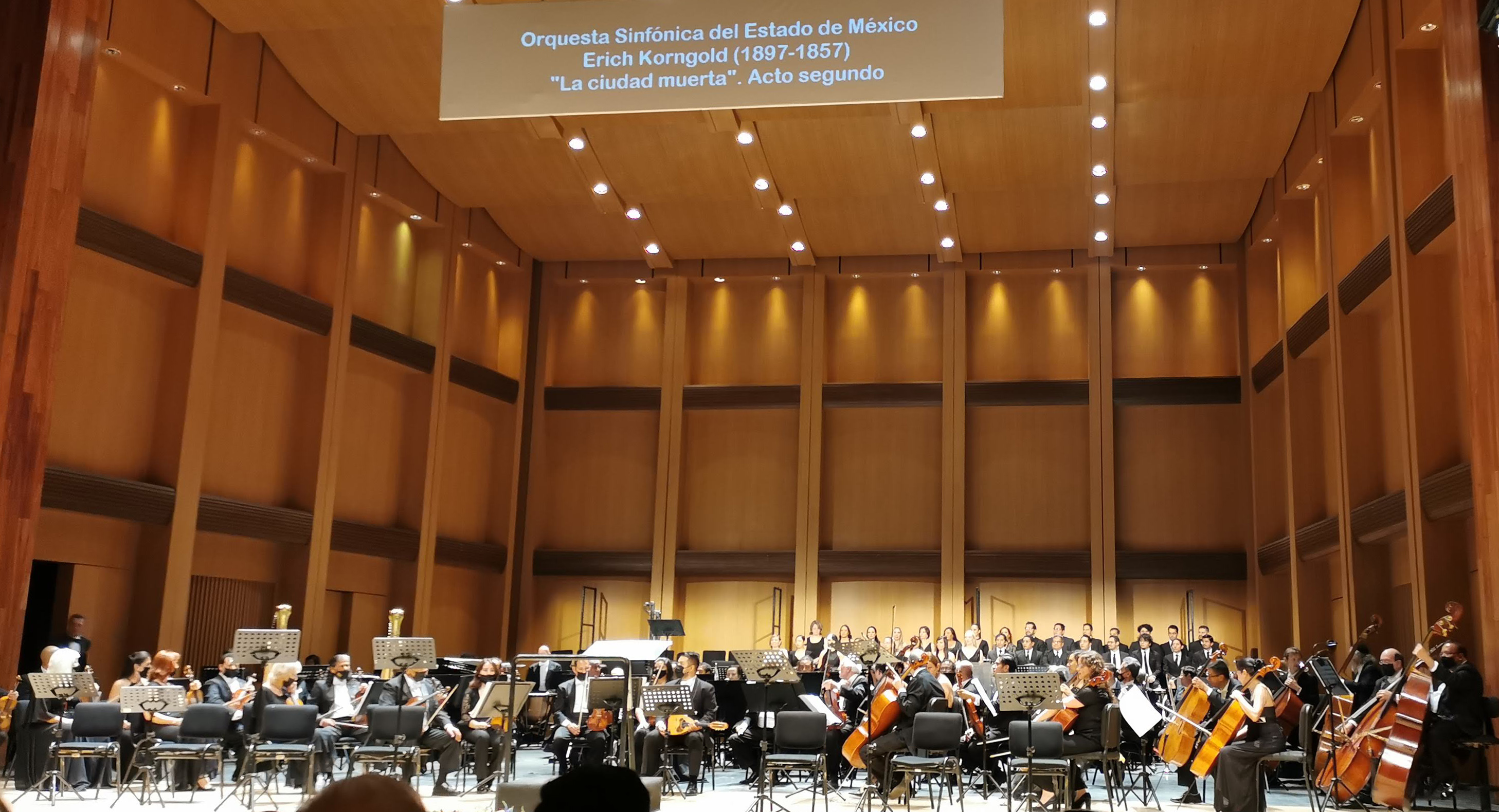
Die tote stadt, en formato concierto. OSEM y Coro del Teatro del Bicentenario. León, Gto. México.

Lugar: Brujas, Bélgica
Tiempo: finales del siglo XIX

### Acto I
Cuando empieza la ópera, Paul, un joven de clase media cuya joven esposa, Marie, acaba de morir, no puede aceptar la triste realidad de su muerte. Mantiene un "Templo de memorias" en su honor, incluyendo pinturas, fotografías y un mechón de pelo. Cuando su amigo Frank le visita, insiste en que Marie "aún vive". Le dice a Frank que ha encontrado una mujer en las calles de Brujas que es exacta a Marie (de hecho, Paul cree que es Marie) y la invita de nuevo a su casa.
Pronto, la mujer, Marietta, una bella y joven bailarina, aparece para su encuentro con Paul. Hablan, ella se desanima por su extraño comportamiento, pero insiste en intentar interesarlo cantando y bailando de forma seductora, pero al final se aburre y se va. Paul mientras tanto se queda en un estado de extrema ansiedad. 
Dividido entre su amor a Marie y su interés por Marietta, cae en una silla y empieza a tener alucinaciones. Ve el fantasma de Marie salir de su retrato y urgirle que no la olvide, pero luego la visión de Marie cambia y le dice a Paul que siga adelante con su vida.

### Acto II
Después de una serie de visiones en las que su persecución de Marietta lo enajena de todos los amigos que le quedan, el acto finaliza con Marietta venciendo finalmente su resistencia y llevando a cabo un apasionado abrazo fuera de escena. Todo esto ocurre en la imaginación de Paul.

### Acto III
Continúa la visión de Paul. De vuelta a su casa, viviendo con Marietta, discuten. Ella está harta de su obsesión con Marie y comienza a seducirlo con una danza seductora mientras acaricia el pelo de su difunta esposa. Enfadado, Paul coge el mechón de pelo y estrangula a Marietta. Sosteniendo su cuerpo muerto, exclama "Ahora ella es exactamente como Marie". Luego sale de su sueño. Sorprendido de que el cuerpo de Marietta no se encuentra en ningún sitio, escasamente ha tenido tiempo de ordenar sus pensamientos cuando su doncella le informa que Marietta ha regresado para coger su paraguas que olvidó cuando se marchó unos minutos antes. Con la sorpresa del sueño traumático aún fresco en su mente, Paul finalmente decide abandonar Brujas, dejando que su mujer muerta descanse en paz, y seguir con su vida. En un final conmovedor, con su amigo Frank a su lado, jura empezar su vida de nuevo y lentamente deja atrás su casa y su "Templo de Memorias" por última vez.

## Grabaciones
| Año  | Elenco                                                                                           | Director, Teatro y orquesta                                  | Sello discográfico                                                            |
| ---- | ------------------------------------------------------------------------------------------------ | ------------------------------------------------------------ | ----------------------------------------------------------------------------- |
| 1952 | Maud Cunitz, Karl Friedrich                                                                      | Fritz Lehmann                                                | Grabación antigua, pero con buena calidad, disponible en Opera Today web-site |
| 1975 | Carol Neblett, René Kollo, Hermann Prey, Benjamin Luxon, Rose Wagemann, Gabriele Fuchs           | Erich Leinsdorf, Orquesta Sinfónica de la Radio de Múnich    | RCA CD #87767(2)                                                              |
| 1996 | Katarina Dalayman, Anders Bergstrom, Ingrid Tobiasson, Hilde Leidland, Lars-Erik Jonsson         | Leif Segerstam, Orquesta Teatro Real de Estocolmo            | Naxos (grabación en vivo)                                                     |
| 2003 | Angela Denoke, Torsten Kerl, Birgitta Svendén, Yuri Batukov, Barbara Beier, Christian Baumgartel | Jan Latham-Koenig, Filarmónica de Estrasburgo, Opéra de Rhin | DVD: Arthaus Music                                                            |
| 2005 | Angela Denoke, Bo Skovhus, Torsten Kerl, Eberhard Lorenz, Michael Roider                         | Donald Runnicles, Orquesta Filarmónica de Viena              | Orfeo                                                                         |